# 倉坂
倉坂（くらさか）は、愛知県名古屋市緑区の地名。丁番を持たない単独町名である。住居表示未実施。

## 地理
名古屋市緑区の南西部に位置し、北東に青山、その他方向に大高町と接する。

## 歴史

### 町名の由来
大高町の字倉坂に由来する。

### 沿革
- 2004年（平成16年）2月7日 - 名古屋市緑区大高町字倉坂・字上小川・字北八洲ヶ淵・字西太郎山・字三凹山・字丸根の各一部と字東太郎山の全域により、同区倉坂として成立する[1]。

## 世帯数と人口
2019年（平成31年）3月1日現在の世帯数と人口は以下の通りである。
| 町丁 | 世帯数  | 人口  |
| ---- | ------- | ----- |
| 倉坂 | 277世帯 | 744人 |

### 人口の変遷
国勢調査による人口の推移
| 2005年（平成17年） | 656人 | [ WEB 6 ] |  |
| 2010年（平成22年） | 740人 | [ WEB 7 ] |  |
| 2015年（平成27年） | 690人 | [ WEB 8 ] |  |

## 学区
市立小・中学校に通う場合、学校等は以下の通りとなる。また、公立高等学校に通う場合の学区は以下の通りとなる。なお、小・中学校は学校選択制度を導入しておらず、番毎で各学校に指定されている。
| 小学校                                      | 中学校                                      | 高等学校 |
| ------------------------------------------- | ------------------------------------------- | -------- |
| 名古屋市立平子小学校 名古屋市立大高北小学校 | 名古屋市立左京山中学校 名古屋市立大高中学校 | 尾張学区 |

## 施設
- 倉坂公園

2004年（平成16年）10月9日供用開始。

## その他

### 日本郵便
- 郵便番号 : 459-8006[WEB 3]（集配局：緑郵便局[WEB 11]）。

### WEB
1. ↑  “愛知県名古屋市緑区の町丁・字一覧”.   人口統計ラボ. 2017年10月7日閲覧。
2. 1 2  “町・丁目(大字)別、年齢(10歳階級)別公簿人口(全市・区別)”.   名古屋市 (2019年3月20日). 2019年3月21日閲覧。
3. 1 2  “郵便番号”.  日本郵便. 2019年3月17日閲覧。
4. ↑  “市外局番の一覧”.   総務省. 2019年1月6日閲覧。
5. ↑  名古屋市役所市民経済局地域振興部住民課町名表示係 (2017年10月2日). “緑区の町名一覧”.   名古屋市. 2017年10月7日閲覧。
6. ↑  名古屋市役所総務局企画部統計課統計係 (2007年6月29日). “平成17年国勢調査　名古屋の町(大字)別・年齢別人口 緑区” (XLS). 2017年10月8日閲覧。
7. ↑  名古屋市役所総務局企画部統計課統計係 (2012年6月29日). “平成22年国勢調査　名古屋の町(大字)別・年齢別人口 緑区” (XLS). 2017年10月8日閲覧。
8. ↑  名古屋市役所総務局企画部統計課統計係 (2017年7月7日). “平成27年国勢調査　名古屋の町(大字)別・年齢別人口” (XLS). 2017年10月8日閲覧。
9. ↑  “市立小・中学校の通学区域一覧”.   名古屋市 (2018年11月10日). 2019年1月14日閲覧。
10. ↑  “平成29年度以降の愛知県公立高等学校（全日制課程）入学者選抜における通学区域並びに群及びグループ分け案について”.   愛知県教育委員会 (2015年2月16日). 2019年1月14日閲覧。
11. ↑  “郵便番号簿 2018年度版” (PDF).   日本郵便. 2019年3月31日閲覧。

### 文献
1. 1 2  名古屋市公報第540号（平成16年1月5日発行）230-231頁。
2. ↑  “都市公園の名称、位置及び区域並びに供用開始の期日” (2019年5月1日). 2019年11月3日閲覧。